# Wang'aizhao Xiang
Wang'aizhao Xiang (kinesiska: 王爱召, 王爱召乡) är en socken i Kina. Den ligger i den autonoma regionen Inre Mongoliet, i den norra delen av landet, omkring 130 kilometer väster om regionhuvudstaden Hohhot.
Genomsnittlig årsnederbörd är 621 millimeter. Den regnigaste månaden är juli, med i genomsnitt 161 mm nederbörd, och den torraste är januari, med 2 mm nederbörd.